# Anton Karaczanakow
Anton Atanasow Karaczanakow (bułg. Антон Атанасов Карачанаков, ur. 17 stycznia 1992 w Nowym Dełczewie) – bułgarski piłkarz występujący na pozycji pomocnika w FK Montana.

## Kariera klubowa

### Pirin Błagojewgrad
Karaczanakow rozpoczął swoją karierę w Pirinie Błagojewgrad, do którego akademii dołączył w 2006 roku w wieku 14 lat. W barwach pierwszej drużyny zadebiutował 26 lutego 2011 roku podczas przegranego 0:1 spotkania ligowego z Czerno Morem Warna, zmieniając na boisku Antona Kostadinowa. 12 marca tego samego roku podczas przegranego 1:2 meczu z Liteksem Łowecz zdobył swoją pierwszą bramkę w barwach klubu.
Sezon 2010/11 zakończył z dorobkiem 16 spotkań rozegranych we wszystkich rozgrywkach, w trakcie których zdobył 4 bramki. Swoją grą przyczynił się do utrzymania Piriny w bułgarskiej ekstraklasie, mimo to jednak zespół został zdegradowany na czwarty poziom ligowy po tym, jak bułgarska federacja piłkarska odrzuciła wniosek klubu o przyznanie licencji.

### CSKA Sofia
18 czerwca 2011 roku Karaczanakow dołączył do CSKA Sofia na zasadzie wolnego transferu. Pierwszego gola dla nowej drużyny strzelił 22 marca 2012 roku podczas wygranego 4:0 meczu z Łokomotiwem Sofia. Trafienia notował także w dwóch kolejnych spotkaniach, 25 marca z Łokomotiwem Płowdiw oraz trzy dni później przeciwko Beroe Starej Zagorze.
31 sierpnia 2012 roku Karaczanakow zdobył dwie bramki w wygranym 4:1 meczu z Miniorem Pernik. W październiku tego samego roku podczas spotkania derbowego z Lewskim Sofia doznał kontuzji, która wyeliminowała go z gry do końca sezonu.
Do gry powrócił w czerwcu 2013 roku. 14 grudnia tego samego roku ponownie strzelił dla klubu dwa gole, tym razem podczas wygranego 7:0 meczu z PFK Lubimec 2007.
27 lipca 2014 roku Karaczanakow zdobył bramkę, a także zanotował asystę przy bramce Sergiu Bușa podczas wygranych 2:0 derbach z Lewskim. Za swój występ otrzymał następnie nagroda dla Zawodnika Meczu. W styczniu 2015 roku opuścił CSKA, gdy przestał otrzymywać należne pieniądze oraz pojawiać się na boisku.

## Kariera reprezentacyjna
Karaczanakow występował w młodzieżowych reprezentacjach Bułgarii w kategorii U-17, U-18, U-19 oraz U-21. 29 lutego 2012 zdobył swoją pierwszą bramkę dla kadry U-21 podczas wygranego 1:0 meczu z Polską.

## Statystyki kariery
(aktualne na dzień 15 marca 2023)
| Klub                      | Sezon              | Liga               | Liga  | Liga   | Puchar kraju | Puchar kraju | Europa | Europa | Suma  | Suma   |
| Klub                      | Sezon              | Liga               | Mecze | Bramki | Mecze        | Bramki       | Mecze  | Bramki | Mecze | Bramki |
| ------------------------- | ------------------ | ------------------ | ----- | ------ | ------------ | ------------ | ------ | ------ | ----- | ------ |
| PFC Pirin Błagojewgrad    | 2010/11            | A PFG              | 14    | 4      | 2            | 0            | –      | –      | 16    | 4      |
| CSKA Sofia                | 2011/12            | A PFG              | 13    | 4      | 2            | 0            | 0      | 0      | 15    | 4      |
| CSKA Sofia                | 2012/13            | A PFG              | 9     | 3      | 0            | 0            | 2      | 0      | 11    | 3      |
| CSKA Sofia                | 2013/14            | A PFG              | 16    | 2      | 2            | 0            | –      | –      | 18    | 2      |
| CSKA Sofia                | 2014/15            | A PFG              | 15    | 4      | 1            | 0            | 1      | 1      | 17    | 5      |
| Bałtika Kaliningrad       | 2014/15            | Pierwyj diwizion   | 7     | 0      | 0            | 0            | –      | –      | 7     | 0      |
| Sławia Sofia              | 2015/16            | A PFG              | 19    | 6      | 1            | 0            | –      | –      | 20    | 6      |
| Cracovia                  | 2015/16            | Ekstraklasa        | 5     | 0      | 0            | 0            | –      | –      | 5     | 0      |
| Cracovia                  | 2016/17            | Ekstraklasa        | 0     | 0      | 1            | 0            | 2      | 0      | 3     | 0      |
| Beroe Stara Zagora (wyp.) | 2016/17            | A PFG              | 10    | 4      | 0            | 0            | –      | –      | 10    | 4      |
| Beroe Stara Zagora (wyp.) | 2017/18            | A PFG              | 26    | 1      | 0            | 0            | –      | –      | 26    | 1      |
| Panachaiki GE             | 2018/19            | Football League    | 4     | 0      | 2            | 0            | –      | –      | 6     | 0      |
| Botew Płowdiw             | 2018/19            | Pyrwa PFL          | 11    | 0      | 1            | 0            | –      | –      | 12    | 0      |
| Botew Płowdiw             | 2019/20            | Pyrwa PFL          | 1     | 0      | 0            | 0            | –      | –      | 1     | 0      |
| Carsko Seło Sofia         | 2019/20            | Pyrwa PFL          | 13    | 2      | 1            | 0            | –      | –      | 14    | 2      |
| Pirin Błagojewgrad        | 2020/21            | Pyrwa PFL          | 29    | 11     | 1            | 0            | –      | –      | 30    | 11     |
| Pirin Błagojewgrad        | 2021/22            | Pyrwa PFL          | 26    | 2      | 1            | 0            | –      | –      | 27    | 2      |
| CSM Politehnica Jassy     | 2022/23            | Liga II            | 3     | 0      | 1            | 0            | –      | –      | 4     | 0      |
| FK Montana                | 2022/23            | Wtora PFL          | 4     | 5      | 0            | 0            | –      | –      | 4     | 5      |
| Ogólnie w karierze        | Ogólnie w karierze | Ogólnie w karierze | 225   | 48     | 15           | 0            | 5      | 1      | 247   | 49     |